# Ortografia
Ortografia é a parte da gramática normativa que ensina a escrever corretamente as palavras de uma língua. A ortografia deriva das palavras gregas ortho (ορθο no alfabeto grego) que significa "correto" e gráphos (γράφος) que significa "escrita". Definindo, nomeadamente, o conjunto de símbolos (letras e sinais diacríticos), a forma como devem ser usados, a pontuação, o uso de maiúsculas, etc. É o conjunto de regras estabelecidas pela gramática normativa.
Apesar de oficialmente sancionada, a ortografia não é mais do que uma tentativa de transcrever os sons de uma determinada língua em símbolos escritos. Esta transcrição costuma se dar sempre por aproximação e raramente está isenta de ambiguidades.
Um dos sistemas ortográficos mais complexos é o da língua japonesa, que usa uma combinação de várias centenas de caracteres ideográficos, o kanji, de origem chinesa, dois silabários, katakana e hiragana, e ainda o alfabeto latino (não se trata de alfabeto latino, mas sim a forma fonética de representar os silabários), a que dão o nome romaji. Todas as palavras em japonês podem ser escritas em katakana, hiragana ou romaji. E a maioria delas também pode ser identificada por caracteres kanji. A escolha de uma categoria de escrita depende de vários fatores, nomeadamente o uso mais habitual, a facilidade de leitura ou até as opções estilísticas de quem escreve.

## Tipos
Analisando as línguas europeias, podem ser identificados dois padrões de ortografias diferentes:
Ortografia fonética
Cada som corresponde a uma letra ou grupo de letras únicos e cada letra ou grupo de letras corresponde a um único som.
Ortografia etimológica
Um mesmo som pode corresponder a diversas letras e cada letra ou grupo de letras pode corresponder a diversos sons, dependendo da história, da gramática e dos usos tradicionais.
Exceto o Alfabeto Fonético Internacional, que consegue fazer a transcrição para caracteres alfabéticos de todos os sons, não há sistemas ortográficos pura e exclusivamente fonéticos. No entanto, podemos dizer serem eminentemente fonéticas as ortografias das línguas búlgara, finlandesa, italiana, russa, turca, alemã e, até certo ponto, a da língua espanhola. No caso particular do espanhol, podemos admitir que se trata de uma ortografia fonética em relação ao espanhol padrão falado na Espanha, mas não tanto em relação aos falares latino-americanos, em especial aos da Argentina e Cuba, nos quais nem sempre se verifica que cada som corresponde a uma letra ou grupo de letras.
A ortografia atual do português é, também, mais fonética do que etimológica. No entanto, antes da Reforma Ortográfica de 1911 em Portugal, a escrita oficialmente usada era marcadamente etimológica. Escrevia-se, por exemplo, pharmacia, lyrio, orthographia, phleugma, diccionario, caravella, estylo e prompto em vez dos atuais farmácia, lírio, ortografia, fleuma, dicionário, caravela, estilo e pronto. A ortografia tradicional etimológica perdurou no Brasil até a década de 1930.
Um exemplo típico de ortografia etimológica é a escrita do inglês. Em inglês um grupo de letras (por exemplo: ough) pode ter mais de quatro sons diferentes, dependendo da palavra onde está inserido. É também a etimologia que rege a escrita da grande maioria das palavras no francês, onde um mesmo som pode ter até nove formas de escrita diferentes, caso das palavras homófonas au, aux, haut, hauts, os, aulx, oh, eau, eaux.

## Erros ortográficos

### Paragrama
Um paragrama é um erro ortográfico que resulta da troca de uma letra por outra, como previlégio (privilégio), visinho (vizinho), vizita (visita), meza (mesa) e outras.